# カビル語
カビル語（カビルご、カビル語: Taqbaylit、英: Kabyle language、仏: Kabyle）とは、主にアルジェリア北部で話されている北部ベルベル系の言語で、話者人口は410万人から500万人である。カビール語とも呼ばれる。アフリカで数少ない独自アルファベットを持つ言語である。また、フランスやベルギーにもアフリカ系移民が使用している言語でもある。それらを含めた人の話者数はおよそ800万人とも言われている。

## 言語名別称
- Amazigh
- Berbère
- Kabyle
- Kabylia
- Kabylisch
- Tamazight
- Taqbaylit

## 方言
- Lesser Kabyle (kab-les)
- Greater Kabyle (kab-gre)

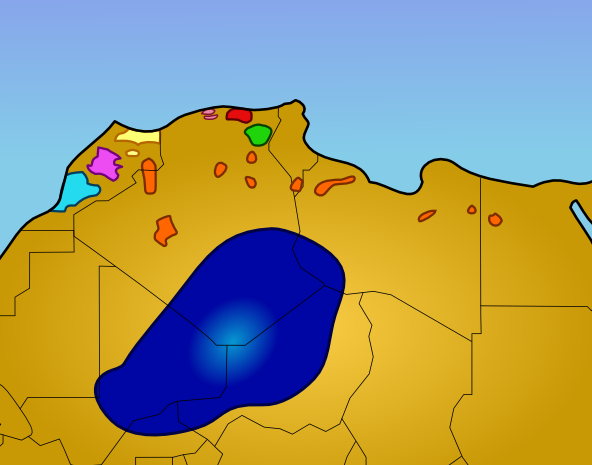
北アフリカにおけるベルベル語の分布
シルハ語（タシルハイト語、タシュリヒート語、タスースィッツ語）
中央アトラス・タマジクト語（タマジグト語）
リーフ語（タリフィート語、タアリフィート語）
オアシスグループ
シェヌア語
カビル語
シャウィーア語
トゥアレグ語

| シルハ語（タシルハイト語、タシュリヒート語、タスースィッツ語） 中央アトラス・タマジクト語（タマジグト語） リーフ語（タリフィート語、タアリフィート語） オアシスグループ | シェヌア語 カビル語 シャウィーア語 トゥアレグ語 |